# 澳門街坊會聯合總會
澳門街坊會聯合總會，OMB，簡稱街坊總會或街總，是領導澳門各區街坊會和附屬機構的社團，于1983年12月30日正式成立。该组织在政治上属于建制派。
澳門街坊會聯合總會屬下設秘書處和11個工作委員會，分別是：基層委員會、社會事務委員會、社會服務委員會、宣傳教育委員會、康文委員會、體育委員會、青年事務委員會、婦女事務委員會、大廈工作委員會、社區經濟事務委員會、財務委員會。澳門街坊會聯合總會亦與前澳門社會工作司開辦社區中心，主要有：藝駿中心、街總望廈社區中心、街總祐漢社區中心和青洲社區中心等。

## 歷史
自1991年開始，该组织與其它親北京社團（包括澳門婦女聯合總會、澳門歸僑總會）合作，共同以“群力促進會”的名义参加立法會和市政議會直接選舉，不過在2017年選舉中，婦聯則另立「美好家園聯盟」出選，不再與街總合組名單。以下為群力歷年當選直選立法議員名單：
- 1991年（補選）：梁慶庭、高開賢
- 1992年：梁慶庭、高開賢
- 1996年：梁慶庭、高開賢
- 2001年：梁慶庭、容永恩
- 2005年：梁慶庭、容永恩
- 2009年：何潤生
- 2013年：何潤生、黃潔貞
- 2017年：何潤生
- 2021年：直選：梁鴻細、顏亦恆。間選：何潤生